# شب و شهر (فیلم ۱۹۹۲)
شب و شهر (به انگلیسی: Night and the City) فیلمی محصول سال ۱۹۹۲ به کارگردانی ایروین وینکلر است. در این فیلم بازیگرانی همچون رابرت دنیرو، جسیکا لنگ، آلن کینگ، جک واردن، کلیف گورمن، ایلای والاک، بری پریموس، ریجیس فیلبین ایفای نقش کرده‌اند.

## داستان
هری فابیان، وکیلی پرحرف در نیویورک است که عادت دارد در باری به نام "باکسرز" وقت بگذراند. این بار متعلق به فیل ناسروس و همسرش هلن است. هری مدتی است با هلن رابطه پنهانی دارد، زنی که آرزوی تاسیس بار مستقل خود و ترک فیل را در سر می‌پروراند.  
یک روز هری در نیویورک پست مطلبی درباره مردی می‌خواند که توسط یک بوکسور کتک خورده است. او با استفاده از تلفن فیل با آن مرد تماس می‌گیرد و پیشنهاد شکایت علیه بوکسور را مطرح می‌کند، با این استدلال که مشت‌های بوکسور از نظر قانونی سلاح محسوب می‌شوند. این بوکسور تحت حمایت آیرا "بوم بوم" گروسمن قرار دارد که سعی می‌کند هری را از پیگیری شکایت منصرف کند. قاضی پرونده که می‌داند این ادعا بی‌اساس است، به سرعت آن را رد می‌کند.  
پس از آشنایی نزدیک با دنیای بوکس، هری تصمیم می‌گیرد خودش به عنوان promoter (مدیر برنامه) بوکس فعالیت کند و برای دریافت مجوز اقدام می‌نماید. او برادر جداافتاده "بوم بوم" به نام ال گروسمن را - که خودش زمانی بوکسور حرفه‌ای بوده - به عنوان شریک انتخاب می‌کند. وقتی "بوم بوم" سعی می‌کند هری را از این کسب و کار بیرون کند، ال از هری دفاع می‌کند و "بوم بوم" که ترسیده، عقب نشینی می‌کند و... 